# Citrat trisòdic
El citrat trisòdic o citrat de trisodi, E331 en indústria alimentària té la fórmula química Na₃C₆H₅O₇. De vegades se'n diu simplement citrat de sodi, encara que citrat de sodi pot fer referència a qualsevol de les tres sals de sodi de l'àcid cítric. Té un gust lleugerament salí. És lleugerament bàsic.

## Aplicacions

### Aliments
El citrat de sodi és un additiu alimentari que normalment s'usa per donar gust o com a conservant. El seu Codi E és E331. Es fa servir el citrat sòdic en certes begudes carbonatades i com un ingredient en el bratwurst, en gelats, iogurts, melmelades i formatges processats entre d'altres.
El citrat sòdic se sol fer servir com a emulsionant quan es fan formatges.

### Amortidor de pH
Com a base conjugada d'un àcid feble el citrat pot actuar com a agent amortidor o regulador de l'acidesa, resistint canvis en el pH. Com antiàcid en productes com l'Alka-Seltzer. El pH d'una solució de 5g/100 ml amb aigua a 25 °C és 7,5 – 9,0.

### Ús mèdic
El 1914, Albert Hustin i Luis Agote usaren citrat sòdic com a anticoagulant en transfusions de sang. Actualment es continua emprant per conservar la sang. L'ió citrat quelata els ions de calci en la sang formant citrat de calci interrompent la coagulació de la sang.
L'any 2003, Ööpik et al., van demostrar l'ús del citrat de sodi (0,5 grams per kg de pes corporal), que provoca un rendiment de carrera millorat de més de 5 km en 30 segons.
El citrat de sodi s'utilitza per alleujar molèsties en les infeccions del tracte urinari, com ara la cistitis, per reduir l'acidosi que es veu en l'acidosi tubular renal distal i també es pot utilitzar com a laxant osmòtic. És un component important de la teràpia de rehidratació oral de l'OMS.
S'utilitza com a antiàcid, especialment abans de l'anestèsia.

### Caldera descalcificadora
El citrat de sodi és un agent especialment eficaç per a l'eliminació de l'escata de carbonat de les calderes sense aturar-les i per netejar els radiadors dels automòbils.